# Retamoso de la Jara
Retamoso de la Jara – gmina w Hiszpanii, w prowincji Toledo, w Kastylii-La Mancha, o powierzchni 48,24 km². W 2011 roku gmina liczyła 122 mieszkańców.